# Anthony Belmonte
Anthony Belmonte (Istres, 16 ottobre 1995) è un calciatore francese, centrocampista dell'Īraklīs.

## Palmarès

### Club

#### Competizioni nazionali
- Souper Ligka Ellada 2: 1

Levadeiakos: 2023-2024 (girone A)